# Ajuntament de Gràcia
L'Ajuntament o Casa de la Vila de Gràcia és un edifici situat a la plaça de la Vila de Gràcia i el carrer de Mozart de Barcelona, catalogat com a bé cultural d'interès local. Actualment és la seu del districte.

## Història
Va ser construït a la segona meitat del segle xix, en diverses fases i tenia un marcat aire neoclassicista. Cap al 1905-1906, Francesc Berenguer i Mestres, habitual col·laborador de Miquel Pascual i Tintorer, arquitecte municipal de la vila, en va fer fa una primera reforma, augmentant-ne l'alçada i la dotà d'una nova façana que substituí l'antiga.
Entre 1986 i 1987, els arquitectes Jordi Balari i Albert Bastardes van reformar novament l'edifici.

## Descripció
Berenguer i Mestres va beure de la barreja dels corrents modernistes de l'època i va crear un estil propi fruit de la seva minuciositat en el tractament dels detalls. Aquest s'inscriu dins de la concepció arquitectònica amb una façana de composició plana i simètrica, i un plantejament volumètric senzill. Recuperà materials de l'arquitectura popular catalana com el maó, la forja i la pedra, però també utilitzà la maçoneria combinada amb el maó o amb la pedra com a definidora de les cantonades. Per la seva sofisticació, els dissenys de forja amb doblegaments axials, les llaceries i les formes serpentejants són magistrals com es veu a alguns elements decoratius del conjunt, com l'escut de la façana.
Aquesta mostra una clara estructuració de les plantes, gràcies en bona part al revestiment pictòric desenvolupat a partir de la planta baixa. Aquesta, fruit de l'obra del segle xix, presenta una estructura tripartida amb un arc central escarser que constitueix l'accés a l'edifici i que es troba flanquejat per dues finestres rectangulars. La pedra vista emprada contribueix a crear una mena de sòcol que contrasta amb el revestiment en la resta de pisos. A sobre d'aquest nivell inferior es desenvolupa el primer pis que, a manera de planta noble, s'obre a la plaça a través d'una balconada amb voladís corregut que engloba els tres balcons que s'hi obre.  Originàriament, presentava una barana de pedra que fou substituïda per la de ferro que encara es conserva avui dia.
Per sobre del revestiment pictòric (actualment blau) sobresurten les obertures, amb muntants i llindes de pedra que es rematen al cas de les laterals amb petit entaulament on es disposa un escut. Tot flanquejant el balcó central -de majors dimensions respecte dels laterals- es disposen dos fanals amb estructura de ferro que destaquen pel seu treball decoratiu, molt més elaborat que els localitzats a la planta baixa.
Al segon pis, es hi ha tres obertures, dues laterals rectangulars i molt senzilles i una triple a la part central. El darrer pis, s'hi troben tres finestres triples que queden emmarcades per una estructura que fa pensar amb una galeria. Es remata la façana amb una gran ràfec sobre permòdols que configura una cornisa trencada a la part central per un coronament, on hi destaca un gran escut de Gràcia amb un notable treball de forja.
Al vestíbul es conserva un forjat de revoltó amb bigues de fusta motllurades, policromat i recentment restaurat, des del que es dona pas a espai de trànsit que condueix al pati central del conjunt. Dit espai presenta uns pilars motllurats -que molt probablement estan estintolant les parets de càrrega del projecte arquitectònic original- que permeten crear un àmbit obert i molt més diàfan on actualment es disposa en exposició permanent els gegants de la Vila de Gràcia.
Aquest passadís condueix d'una banda al pati central i d'altra a l'escala noble que dona accés al dos pisos següents de l'edifici (primer i segon). Destaca de l'escala la barana de forja, actualment pintada de blanc i l'original fanal de ferro que representa un drac amb les ales obertes i que sosté amb la boca l'estructura portant de tres llums. L'accés del segon al tercer pis es realitza a través d'una escala de nova fàbrica, construïda amb posterioritat a la anteriorment descrita i la construcció de la qual, s'ha de posar en relació amb una remunta en alçada de l'edifici original.
Al primer pis hi ha la sala d'actes, un espai de planta rectangular amb un fris de fusta corregut que envolta les quatre finestres motllurades que s'hi obren i les dues portes d'accés. Aquest fris de fusta presenta una decoració molt senzilla amb motius corbs entrellaçats i que completen la decoració de la sala junt al coronament de les finestres -també en fusta- amb motius geomètrics i vegetals. Segons la placa conservada a sobre d'una de les portes, va ser construïda el 1882. Una altra placa recorda que el 1967 s'anomenava Sala Nuestra Señora de Gracia, i el 2001 va ser rebatejada com a «Sala d'Actes». La sala contigua, coneguda com la «Sala de les pintures» i oberta al pati a través d'un cos de finestres, presenta tres de les quatre parets decorades amb un mural figuratiu, obra del pintor Fernández Collado del 1969.
El pati central s'organitza avui dia com un espai de trànsit i distribució de la circulació cap a les diverses dependències de l'ajuntament. Presenta dos nivells amb arqueries sobre pilars de secció quadrada a la planta baixa i finestres de mig punt al pis i cobert per una gran claraboia.